# Over Seal and Nether Seal

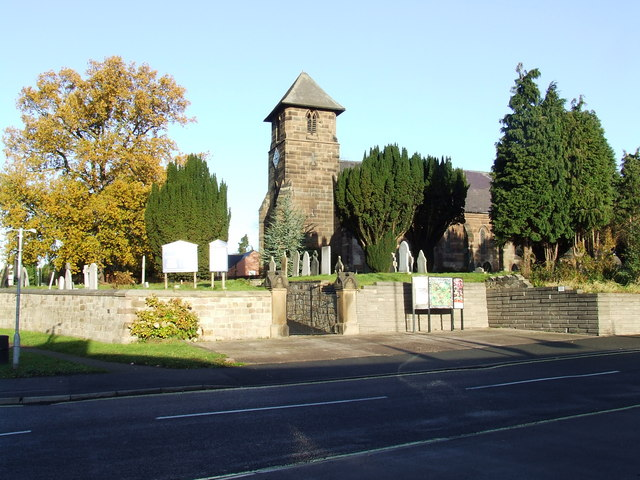
Overseal

Over Seal and Nether Seal var en civil parish från 1866 till 1894 då den blev en del av Overseal och Netherseal, i grevskapet Derbyshire, i England. Civil parish var belägen 22 km från Derby och hade 1 513 invånare år 1891.